# Família Folhas
Família Folhas são personagens criados por Ziraldo em 1989 que participam de campanhas de conscientização da Prefeitura de Curitiba.

## Histórico
A Família Folhas foi criada em 1989 em parceria da Prefeitura de Curitiba com Ziraldo para a campanha Lixo que Não é Lixo. Em 2022, Ziraldo reformulou os personagens.

## Personagens
Seu Folha: Mais amarelado pelo tempo, Seu Folha amadureceu, mas está longe de ser ultrapassado. Continua dando seus pertinentes conselhos e ensinando os mais jovens. Está mais atuante do que nunca – é um ativista da reciclagem.
Dona Fofô: Dona Fofô, assim como o marido, mostra alguns sinais do tempo apenas na aparência. A senhora Folha se mantém ativa, graças à boa alimentação e atividade física; além de estar sempre aberta a aprender, adora trocar experiências com os mais jovens. Por isso, ela sempre lembra da importância de se enfrentar as mudanças climáticas.
Fofis: Era criança quando a família apareceu. Hoje ela tem 42 anos e é mãe solo de duas folhinhas – um menino e uma adolescente PcD. Mulher forte e saudosista de quando os curitibanos ainda estavam aprendendo sobre separação, também participa de projetos que beneficiam mulheres em situação de vulnerabilidade e vai mostrar o impacto das mudanças climáticas na vida delas.
Fifo: Hoje com 37 anos, Fofinho é pai de pet (o cãozinho folha Folheco adotado) e atuante em mostrar como as empresas e o mundo corporativo podem contribuir com um presente e um futuro mais sustentáveis.
Fefo: Filho de Fofis, o curitibinha de 5 anos está aprendendo e questionando tudo. Ao mesmo tempo, ajuda a ensinar sobre as atitudes corretas em relação à separação e a saúde do planeta.
Flora: Também filha da Fofis, representa a inclusão. Teve um problema na perna, mas sua deficiência não a impede de se manter ativa e atuante em várias áreas. Adolescente e questionadora, vai falar de representatividade das minorias, da importância de todos terem voz e também destacar que o consumo deve ser consciente. 
Folheco: Acompanha a tendência das novas estruturas familiares: foi adotado. O pet vai transmitir questões como a importância da adoção de pets e das trocas sustentáveis.

## Ações
A Família Folhas inicialmente estava ligada à campanha Lixo que Não é Lixo, que ficou conhecida pelo seu jingle "Não é Lixo/Não Vai pro Lixo/SE-PA-RE". De acordo com a Prefeitura, os personagens tiveram um grande impacto na população, e em 2022 Curitiba era a cidade brasileira com o maior índice de separação para reciclagem. Eles participam de diversas ações da Prefeitura de Curitiba, incluindo Ecocidadão, Câmbio Verde, 100 mil árvores, Hortas Urbanas,  Curitiba Mais Energia e o Amigo do Rios. A Prefeitura também lançou uma série animada sobre sustentabilidade com dez episódios de 1min40 cada em seu canal do YouTube. Também são realizadas apresentações ao vivo com cerca de 40 minutos de duração. Além disso, foi aberto um canal no WhatsApp para tirar dúvidas sobre sustentabilidade. Lá, é possível jogar um jogo com Fefo.